# Музыкальная журналистика
Музыка́льная журнали́стика (англ. Music journalism) — критика в СМИ и репортажи на музыкальные темы, включая разные музыкальные стили. Музыкальная журналистика отражает форму реализации особой музыкально-литературной деятельности, принадлежащей системе прикладного музыковедения. Музыкальная журналистика может служить способом выхода как музыкальной критики (оценочной мысли), так и музыкального просветительства, популяризации и пропаганды, любой публицистики, направленной на музыкально-культурный процесс. Фрэнку Заппе приписывается фраза: 
Писать о музыке — всё равно что танцевать об архитектуре!
Впрочем, впоследствии выяснилось, что автор этой фразы — американский актер, музыкант и комик Мартин Малл. Однако именно Заппа описал рок-журналистов как «людей, которые не умеют писать, берущие интервью у людей, которые не умеют говорить, для людей, которые не умеют читать».

## Российская музыкальная журналистика
До становления периодической печати как таковой, музыкально-критическая мысль была представлена в философских трактатах: только в XVIII веке музыкальная критика сформировалась, как отдельно-позиционированная сфера деятельности, музыкально-критические мысли и музыкальное просветительство анализировались с помощью такого инструментария, как журналистика.
Субъект журналистики — это настоящее время, процессы культурной жизни, актуальные для данного времени. Рецензирование нового, переосмысление прошлого — объекты равного внимания критической мысли в журналистике, при условии, что это интересно потребителю (то есть читателю). Необходимо «держать руку на пульсе». И быть при этом компетентным. Непростое сочетание.
У истоков российской музыкальной критики стояли профессионалы в музыке и просвещенные деятели, такие как Борис Асафьев, Вячеслав Каратыгин, Цезарь Кюи, Юрий Арнольд, Александр Серов.

### Музыкальная журналистика дореволюционной России
Музыкальная периодика России начала XX века до 1918 года обильна и разнообразна:
- «Аккорд. Вестник гитары и других народных музыкальных инструментов» (Тюмень);
- «Баян» — музыкально-литературный журнал (Тамбов);
- «Известия Санкт-Петербургского общества музыкальных собраний»;
- «Музыка, еженедельное издание» (Москва);
- «Русская музыкальная газета» (Санкт-Петербург);
- «Русская музыкальная грамота» (Москва);
- «Сцена и музыка» (Москва);
- «Тульский гармонист» — ежемесячный иллюстрированный журнал.

### Музыкальные издания Советской России, 1918—1991 годы
- «Балет»;
- «Музон»;
- «Музыка и быт»;
- «Музыка и Октябрь»;
- «Музыка и революция»;
- «Музыкальная жизнь» (Москва, «Советский композитор»);
- «Советская музыка» (Москва, Муз-гиз);
- «Советская эстрада и цирк» (Москва. «Искусство»);
- «Радио и ТВ»;
- «Театр»;
- «Театральная жизнь».

### Музыкальная журналистика современной России с 1991 года

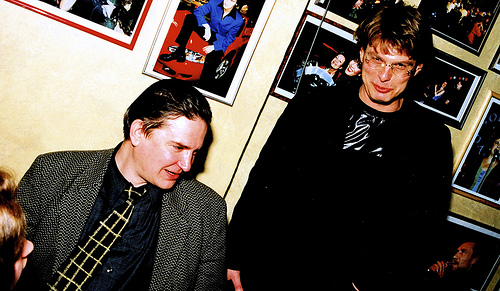
Евгений Фёдоров и Евгений Додолев: «интересные» музыкальные журналисты в трактовке Николая Фоменко

Музыкальными критиками в нашей стране могут именоваться считанные единицы среди тех, кто пишет про музыку: прочим достаточно понятия «музыкальный журналист»

На сегодняшний день данная тема не особо популярна, и как следствие, тщательно не изучена. У российских музыкальных критиков любой творческий коллектив может считаться «рок-группой» только исходя из субъективной оценки, а не в силу принадлежности к стилю. Это приводит к тому, что публика лишена возможности адекватно судить о ситуации из-за некомпетентности журналистов. Если нет познаний в данной сфере, должен быть хотя бы энтузиазм. Николай Фоменко, рассуждая о музыкальной критике в «Московском комсомольце» отмечал: 
Женя Федоров, когда-то давным-давно. Или, предположим, Евгений Додолев. Но это всяческие прыжки десятилетней давности. Все это давно было. Кто сегодня пишет? Так, чтобы было интересно. Не знаю,
Качество работы этих журналистов отмечали многие профессионалы шоу-бизнеса, такие, например, как Иосиф Пригожин.

Критика — это залог нормального функционирования филармонической концертной жизни. Если бы это было не так, то жанр критики благополучно бы угас, а не просуществовал многие столетия (ведь, как известно, критика зародилась еще в эпоху романтиков, Ф.Шумана). Это некая рефлексия музыкального процесса на самое себя. Нынче в России стало модно говорить, что критика — никчемная вещь. Но такое отношение, во-первых, показатель недостаточного понимания предмета, о котором идет речь, а во-вторых, еще одно доказательство того, что в этом вопросе Россия пока отстает от Запада. К сожалению, мы не доросли до понимания того, что музыкальная критика необходима"

#### Академические издания
Подавляющее большинство статей в печатных СМИ этой группы являются чисто научными, а не журналистскими: лексические нормы не коррелируют с требованиям журналистики, в основе которой — доходчивость, констатирующая необходимость общения с потребителем на его языке. Не стоит игнорировать и т. н. индивидуальность подхода: субъективный взгляд (журналистика — профессия творческая). Научное «мы» даже не будучи явно прописано, всегда подразумевается. А это не совместимо с авторским «я», непременным условием современной журналистики. Восприятие академических изданий доступно только профессионалам.
- «Музыкальная жизнь» издается с 1957 (статьи об академической музыке изложены более научным языком);
- «Музыкальное обозрение» — газета с мизерным тиражом. Статьи напоминают материалы газеты «Культура».
- «Музон» — газета с тиражом в 4000 экз. Выходит с 09.10.1995 года и по настоящее время.
- «Российский музыкант» (консерваторская многотиражка) выходит ежемесячно в течение учебного года (9 выпусков в год).
- «Советская музыка» издается с 1933 года (с 1992 года под названием «Музыкальная академия»). Издание было ежемесячным (с 1949 года с нотным приложением), с 1992 года стало ежеквартальным.

Академическую музыку освещают и другие издания: публикуются репортажи о том или ином событии, рецензии на концерты. Но, как правило, они занимают скромную долю газетной площади, хотя события эстрадной музыки анонсируются на фронтальных полосах и обложках.

#### Популярные издания
Издания, как российские, так и лицензионные, освещают массовую культуру и шоу-бизнес. По мнению экспертов — освещают не до́лжным образом:

Практически во всех печатных изданиях есть разделы, посвященные эстрадной музыке. Одна из самых известных таких колонок — «Звуковая дорожка» «Московского комсомольца», — «полоса о модной и популярной музыке», как указано в газете. Здесь публикуют хит-парады по опросу читателей — хиты отечественные и зарубежные, российские видеоклипы, зарубежные видеоклипы. Немного новостей, интервью и материалы о том или ином событии в эстрадной музыке составляют основное содержание «ЗД». Если бы колонка ограничивалась информационной функцией, упреки в непрофессионализме обозревателей были бы неуместны, но претензии на рецензирование делают её с этой точки зрения уязвимой.
 Проанализировав прессу, посвященную эстраде, можно достаточно определенно ответить на вопрос, есть ли музыкальная журналистика в нашей стране. На сегодняшний день её не существует. Есть жалкие потуги отдельных творческих единиц, которые, при всей своей неуклюжести и безграмотности, выдаются за критическую деятельность.

##### Закрытые журналы
Наиболее заметные журналы о музыке не выдержали конкуренции с лицензионными продуктами, такими как Rolling Stone.
- «Музобоз» (не путать с одноименной газетой и телепередачей) апеллировал к подросткам;
- Бюллетень для поклонников рэйв-культуры «Птюч»;
- Лучшим по мнению экспертов был «Ом», в котором самоуверенное невежество рядилось в экстравагантную оригинальность;
- «Стас» не столько регулярно информировал, сколько резюмировал.

##### Музыкальные приложения
- «Джокер» (выходит с 1992 года) — «газета для тех, кто смотрит кино и слушает музыку»; отдельное приложение к «Вечернему клубу» (с 1997 по 2008 год — воскресный «Московский комсомолец»).
- «Музыкальная правда» — отдельное приложение к «Московской правде» (прежнее название — «Музобоз»). Декларация: «хорошая газета для любящих скандалы, музыку, видео, театр и всякое кино». Стала лауреатом первой «Серебряной калоши» как «самая мягкая газета».